# Magdalena Bernadotte
Magdalena Bernadotte (szw. Madeleine Thérèse Amelie Josephine; ur. 10 czerwca 1982 w pałacu Drottningholm) – księżniczka Szwecji, księżna Hälsinglandu i Gästriklandu. Jest najmłodszym dzieckiem i drugą córką króla Szwecji, Karola XVI Gustawa, oraz jego żony, Sylwii Sommerlath. Obecnie zajmuje dziewiąte miejsce w linii sukcesji do szwedzkiego tronu.
W 2013 roku wyszła za mąż za amerykańskiego biznesmena, Christophera O’Neilla. Ma z nim troje dzieci – Eleonorę (ur. 2014), Mikołaja (ur. 2015) i Adriannę (ur. 2018). Zajmują oni kolejno dziesiąte, jedenaste i dwunaste miejsce w linii sukcesji do szwedzkiego tronu.

## Życiorys

### Narodziny i chrzest
Urodziła się 10 czerwca 1982 roku o godz. 19.05 w pałacu Drottningholm jako trzecie dziecko króla Szwecji, Karola XVI Gustawa, oraz jego żony, Sylwii Sommerlath. Jej ojciec był obecny przy jej narodzinach, chociaż wcześniej nie był obecny przy narodzinach jej starszego rodzeństwa.
Otrzymała imiona Magdalena Teresa Amelia Józefina (szw. Madeleine Thérèse Amelie Josephine). Imię Magdalena nosiła królowa Szwecji, Zofia Magdalena Oldenburg, żona Gustawa III. Ostatnie imię, Józefina, otrzymała najprawdopodobniej po Józefinie de Beauharnais, królowej Szwecji, żonie Oskara I, syna Karola XIV Jana, pierwszego przedstawiciela dynastii Bernadotte na szwedzkim tronie. 
Została ochrzczona w wierze luterańskiej 31 sierpnia 1982 roku w kaplicy Pałacu Królewskiego w Sztokholmie. Jej rodzicami chrzestnymi zostali: jej ciotka, Krystyna Bernadotte (księżniczka Szwecji), jej wujek, Walther Sommerlath, a także: Benedykta Glücksburg (księżniczka Danii) oraz Andreas (książę von Sachsen-Coburg-Gotha). Magdalena wystąpiła w tradycyjnym stroju, w którym jako pierwszy w 1906 roku został ochrzczony jej dziadek, Gustaw Adolf Bernadotte. Oprócz tego, zgodnie z tradycją zapoczątkowaną podczas chrztu jej starszej siostry, została ochrzczona wodą pochodzącą z drugiej co do wielkości wyspy szwedzkiej – Olandii.
Ma dwoje rodzeństwa – Wiktorię (ur. 14 lipca 1977) i Karola Filipa (ur. 13 maja 1979).

### Młodość
Swoją młodość spędziła w pałacu Drottnigholm, gdzie się urodziła. Ze względu na dużą nieobecność jej rodziców, ogromną rolę w jej wychowaniu miała jej starsza siostra, Wiktoria. Po latach Magdalena przyznała to w jednym z wywiadów, mówiąc: „Czuła, że największa odpowiedzialność spada na nią, była dla nas bardzo ważna jako starsza siostra. Czasem sobie z tego żartujemy. Kiedy poszłam do szkoły umiałam już czytać, bo kiedy byliśmy mali bawiła się z nami w szkołę. Dyrygowała nami, uczyła nas czytać. Jest bardzo pomysłowa, dlatego była wspaniałą starszą siostrą. Wymyślała świetne zabawy, budowała nam fantastyczne domki. Robiła dla nas wszystko”.

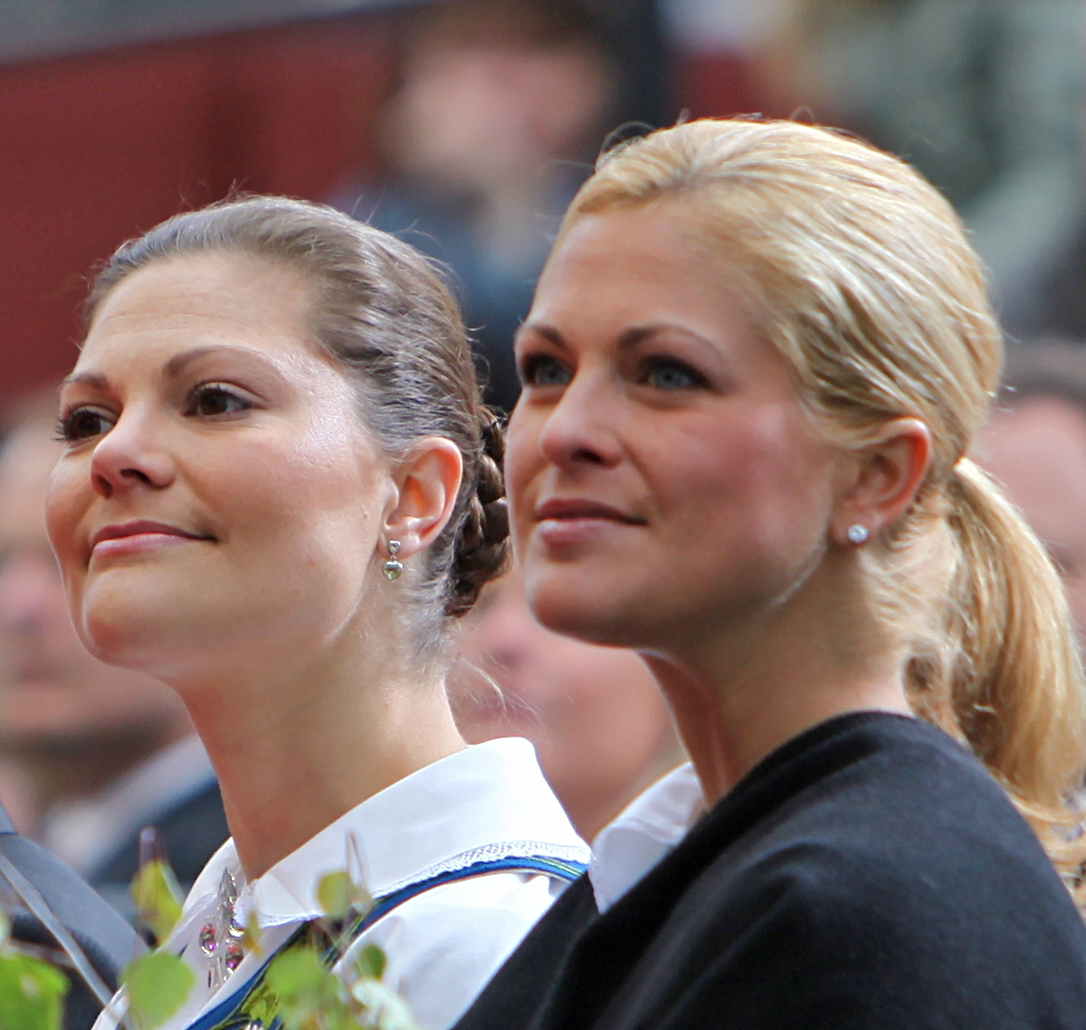
Magdalena ze starszą siostrą, Wiktorią (2009)

Uczęszczała do przedszkola w Västerled Parish, później rozpoczęła edukację w Smedslättsskolan w Bromma, a następnie zaczęła uczęszczać do Carlssons School. W 2001 roku skończyła szkołę średnią w Enskilda. Następnie przeprowadziła się do Wielkiej Brytanii. Tam, z inicjatywy królowej Elżbiety II, doszło do spotkania Magdaleny z księciem Wilhelmem z Walii. Spekuluje się, że najprawdopodobniej brytyjska królowa pragnęła wyswatać wnuka, przyszłego monarchę, ze szwedzką księżniczką. Relacja jednak nie była kontynuowana przez samych zainteresowanych. Powszechnie uważa się, że powodem miała być niechęć Magdaleny do spędzenia całego życia skrępowana dworską etykietą.

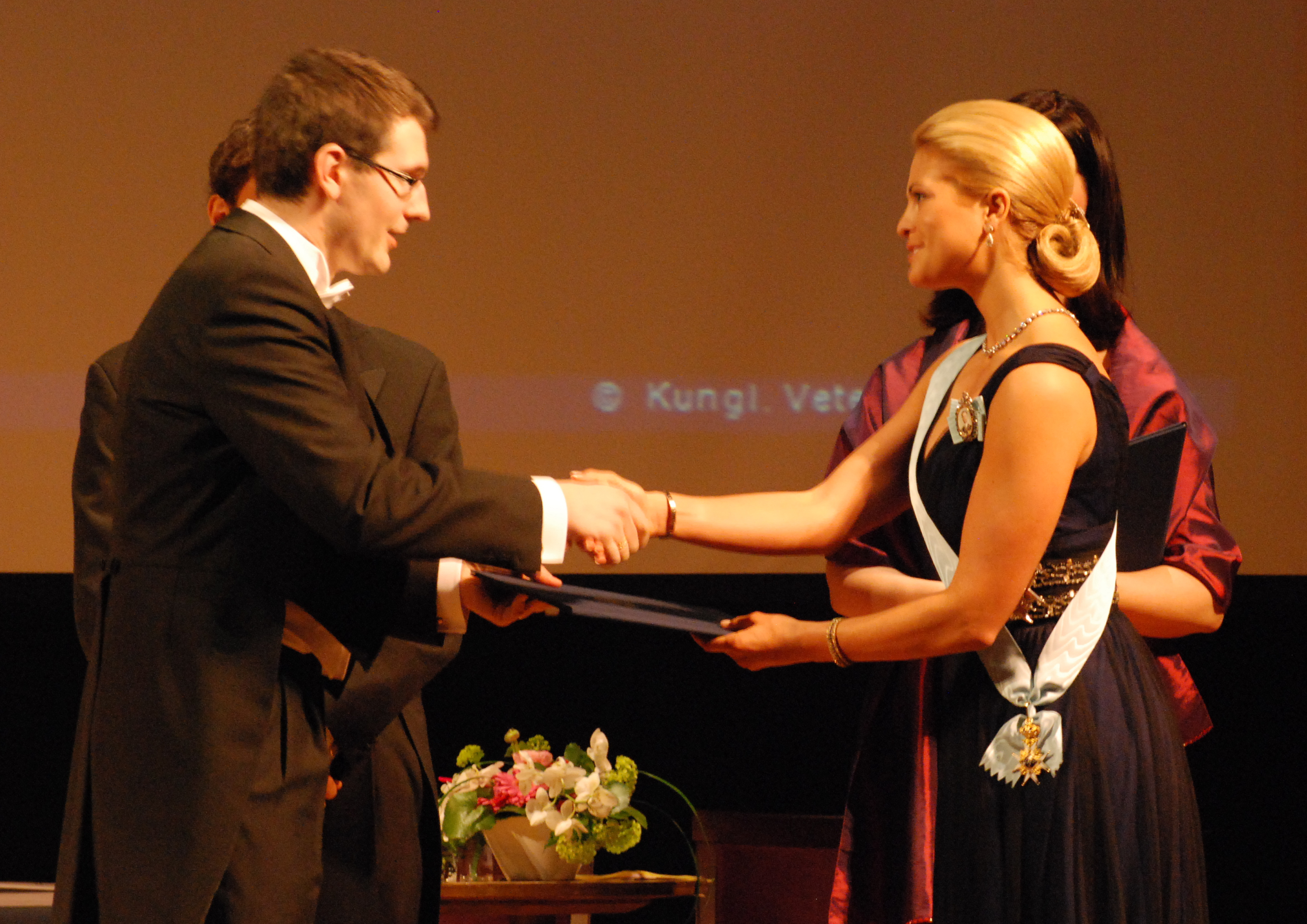
Magdalena wręcza nagrodę im. Görana Gustafssona Johanowi Elfowi na spotkaniu Królewskiej Szwedzkiej Akademii Nauk (2010)

W 2006 roku ukończyła etnologię, historię współczesną i historię sztuki na Uniwersytecie Sztokholmskim, a następnie została stażystką w UNICEF na okres pół roku w Nowym Jorku i pracowała w dziale Child Protective Services. Tam „skoncentrowała się na obszarach pracy, które obejmowały dzieci objęte opieką instytucjonalną, dzieci w obszarach konfliktów i podatności na zagrożenia oraz dzieci wykorzystywane seksualnie”. Rok późnej rozpoczęła studia z psychologii dziecięcej na Uniwersytecie Sztokholmskim.
Przez bardzo długi czas media nie były jej przychylne. Często porównywano jej beztroskę i chęć do imprezowania do odpowiedzialności i poukładania starszej siostry, Wiktorii. Utrwalało się przekonanie, że „jedna (Magdalena) do zabawy, druga (Wiktoria) do obowiązków”.  Wizerunek księżniczki w mediach zmienił się, gdy do opinii publicznej dotarły informacje o zawirowaniach w jej życiu prywatnym. Jonas Bergström, z którym kobieta zaręczyła się w 2009 roku, zdradził ją z norweską modelką. Po tym wydarzeniu media zaczęły odnosić się do niej przychylniej, niż wcześniej, a sama Magdalena – aby pogodzić się z rozstaniem – postanowiła wyjechać do Stanów Zjednoczonych. 

### Życie poza Szwecją
Początkowo pobyt Magdaleny w Stanach Zjednoczonych miał trwać jedynie parę tygodni. Ostatecznie jednak księżniczka postanowiła zostać tam na dłużej. Zaangażowała się w pracę World Childhood Foundation, fundacji na rzecz dzieci założonej przez jej matkę, którą podziwiała za jej zaangażowanie, po latach wspominając: „Kiedy podróżowała ze swoją pracą, spotykała wiele dzieci w trudnych sytuacjach. I zawsze opowiadała nam historie o tych dzieciakach, kiedy byłam mała. I to bardzo na mnie wpłynęło. Poczułam, że też chcę coś zrobić, aby pomóc”.

W Stanach Zjednoczonych poznała biznesmena, Christophera O’Neilla, z którym się związała. Po ślubie księżniczka zdecydowała się nie wracać do Szwecji, tylko zostać w Stanach Zjednoczonych. 11 grudnia 2015 roku, wraz z mężem, udzieliła wywiadu w talk-show Skavlan, w którym wyznała, że „nie lubi być w centrum uwagi”, dodała jednak: „jako oficjalna osoba muszę sobie z tym radzić”. Stwierdziła również, że z natury jest osobą nieśmiałą, ale „pracuje nad tym”.

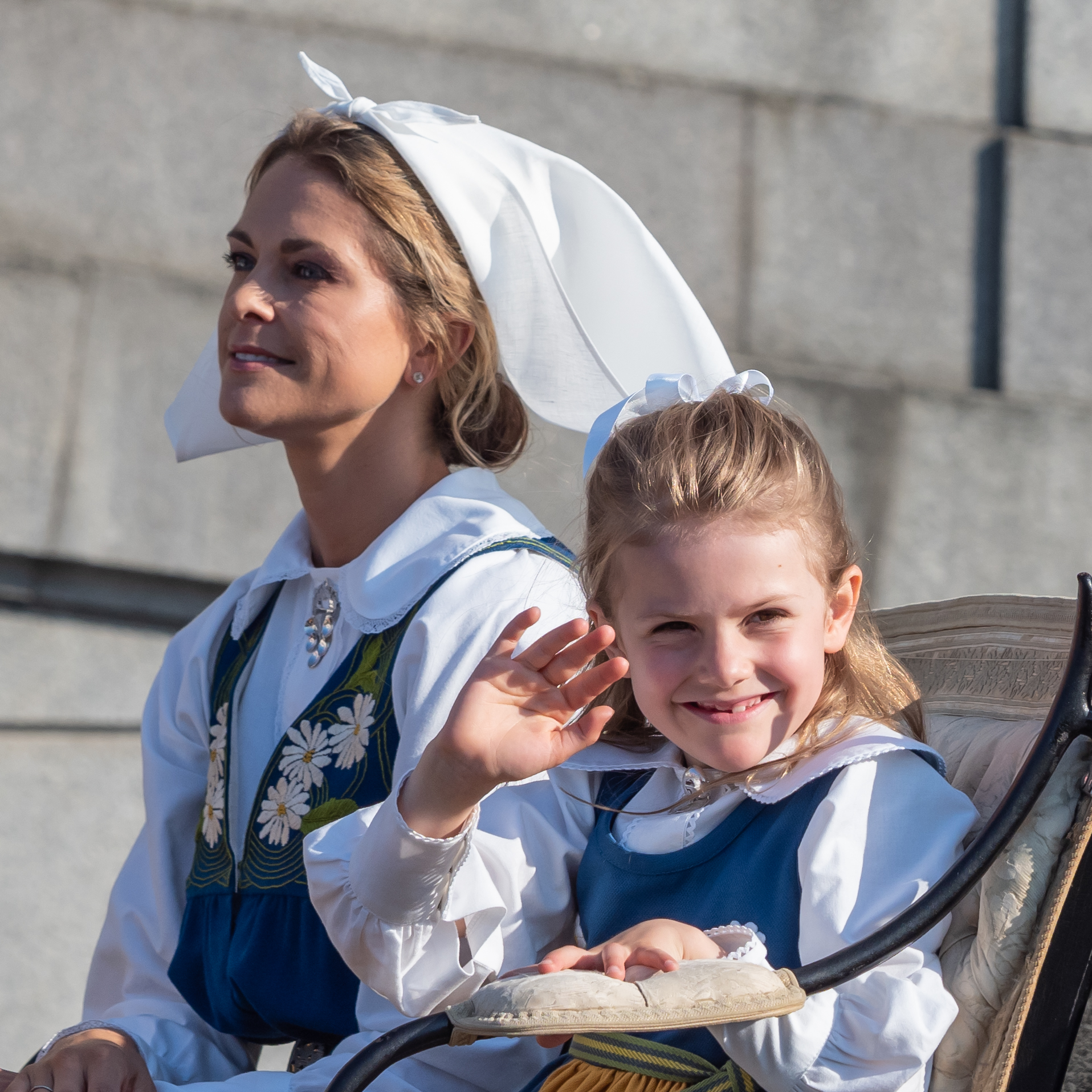
Magdalena z siostrzenicą, Stellą (2019)

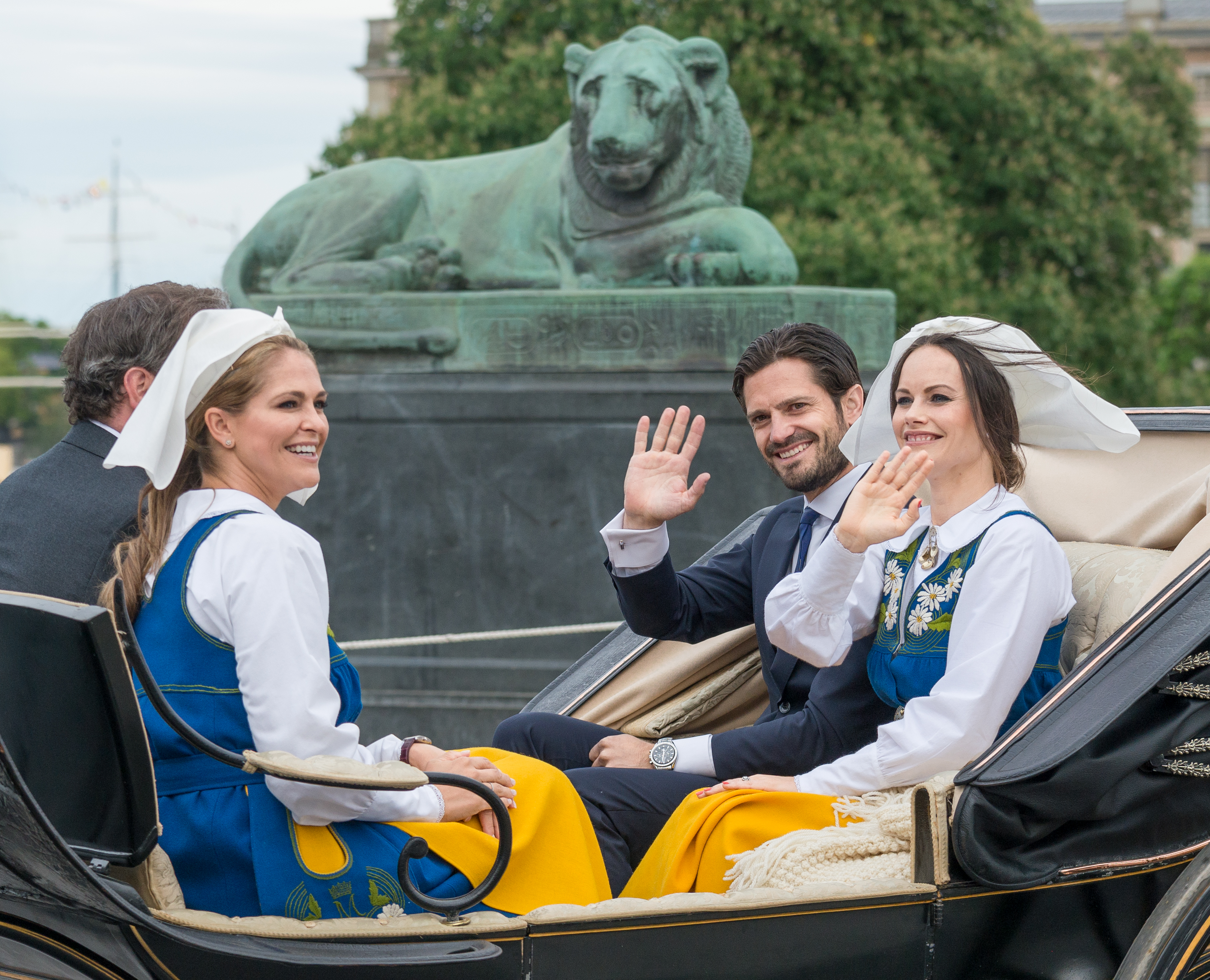
Magdalena z bratem i bratową na Święcie Narodowym Szwecji (2018)

7 października 2019 roku został ogłoszony dekret jej ojca, Karola XVI Gustawa, na mocy którego jedynie księżniczka Brygida, a także dzieci króla oraz następczyni tronu mają obecnie prawo do tytułu Ich Królewskich Wysokości. Magdalena odniosła się pozytywnie do tej decyzji, pisząc na swoim profilu na instagramie: „Dobrze, że nasze dzieci mają teraz większą możliwość kształtowania własnego życia”.
Magdalena od czasu przeprowadzki do Stanów Zjednoczonych stosunkowo bardzo rzadko pojawiała się w Szwecji. Była obecna głównie na najważniejszych uroczystościach. W 2022 roku ogłoszono jednakże, że księżniczka nie weźmie udziału nawet w Święcie Narodowym.  Równocześnie w wielu wywiadach Magdalena podkreśla, że jej dzieci są bardzo związane ze Szwecją i niemal codziennie pytają ją, kiedy mogą pojechać do ojczyzny swojej matki.

## Życie prywatne
Płynnie posługuje się językami: szwedzkim, angielskim i niemieckim. Posługuje się również językiem francuskim na poziomie średnio zaawansowanym. Interesuje się kulturą, tańcem i teatrem. W wolnych chwilach lubi przebywać na łonie natury, spacerując. Uwielbia jeździć konno – w ciągu całego swojego życia była właścicielką kilku koni. Ponadto – jako Anna Svensson – uczestniczyła w jednym z konkursów jeździeckich. Jest patronką Min Stora Dag (dosł. Mój wielki dzień), która jest szwedzką wersją fundacji Make-A-Wish.

### Związek z Jonasem Bergströmem
W 2002 roku związała się z Jonasem Bergströmem. Młody i wykształcony prawnik zdobył przychylność rodziców Magdaleny, ale również jej rodzeństwa. Magdalenę z Jonasem można było często zobaczyć na wspólnych spacerach z jej siostrą, Wiktorią, oraz jej partnerem (późniejszym mężem), Danielem Westlingiem.
W 2005 roku zakochana Magdalena w jednym z wywiadów wyznała, że Jonas jest „miłością jej życia”. Cztery lata później, 11 sierpnia 2009 roku, ogłoszono zaręczyny księżniczki z Bergströmem. Poinformowano również, że wybranek Magdaleny po ślubie otrzyma tytuł Jego Królewskiej Wysokości księcia Szwecji, księcia Hälsinglandu i Gästriklandu.
25 kwietnia 2010 roku ogłoszono, że zaręczyny pomiędzy Magdaleną a jej narzeczonym zostały zerwane. Powodem rozstania była zdrada mężczyzny – pod fałszywym imieniem i nazwiskiem (Jacob Bernström) spędził noc z Norweżką, Torą Uppstrom Berg, która o całym zdarzeniu poinformowała media, za co otrzymała zapłatę 1600 euro. 

### Małżeństwo
25 października 2012 szwedzki dwór królewski poinformował o zaręczynach Magdaleny z amerykańskim finansistą, Christopherem O’Neillem. 8 czerwca 2013 w kaplicy Pałacu Królewskiego w Sztokholmie para wzięła ślub. Księżniczka miała na sobie suknię ślubną Valentino. Nie założyła natomiast najpopularniejszej szwedzkiej tiary Cameo, którą tradycyjnie nosiły panny młode związane ze szwedzką rodziną królewską. Zamiast niej założyła swoją ulubioną tiarę – The Modern Fringe. Pan młody nie przyjął tytułu książęcego, gdyż wiązałoby się to z koniecznością przyjęcia obywatelstwa szwedzkiego i rezygnacją z pracy w biznesie. Magdalena natomiast zachowała swój tytuł Jej Królewskiej Wysokości.

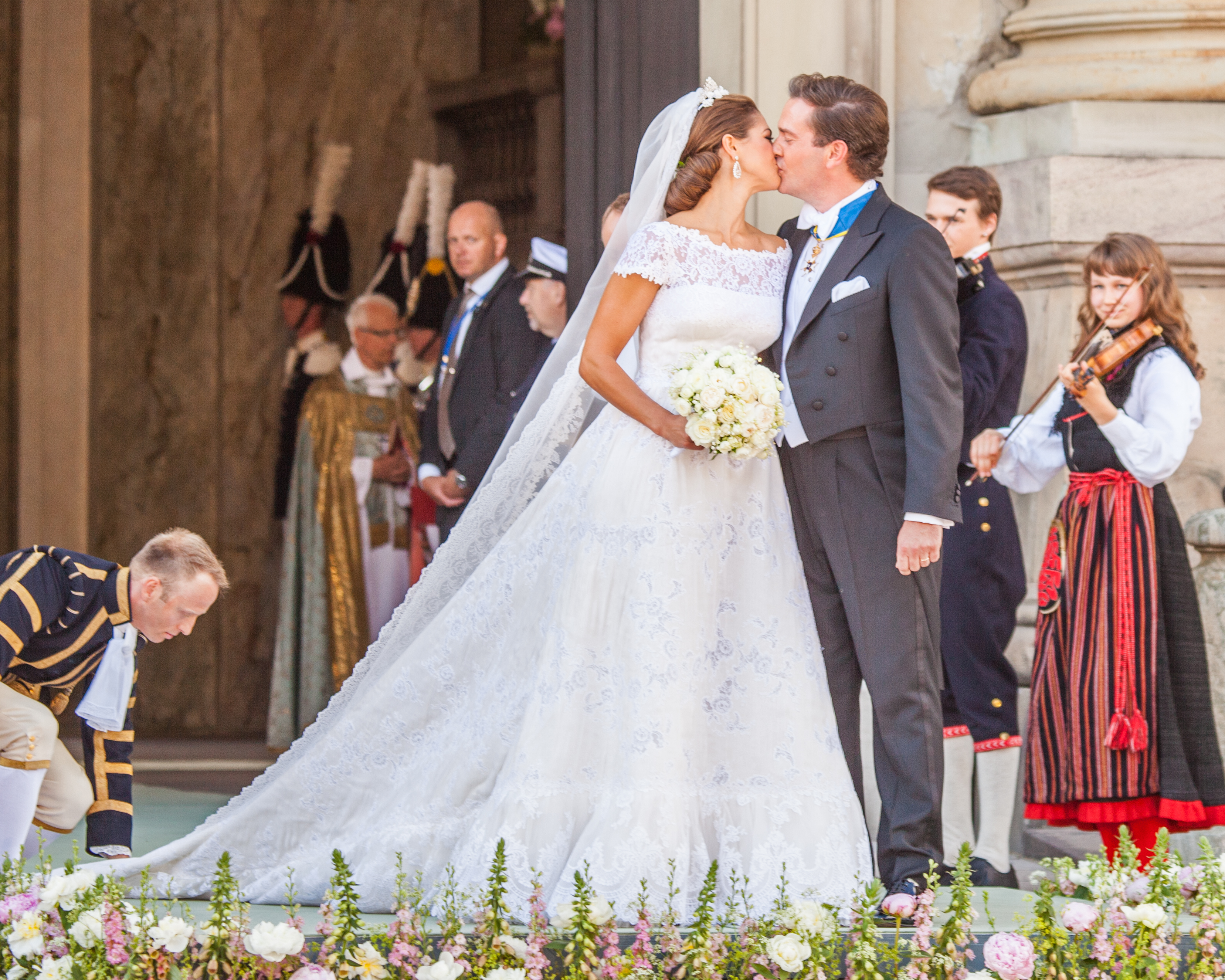
Magdalena z mężem w dniu ślubu (2013)

### Potomstwo

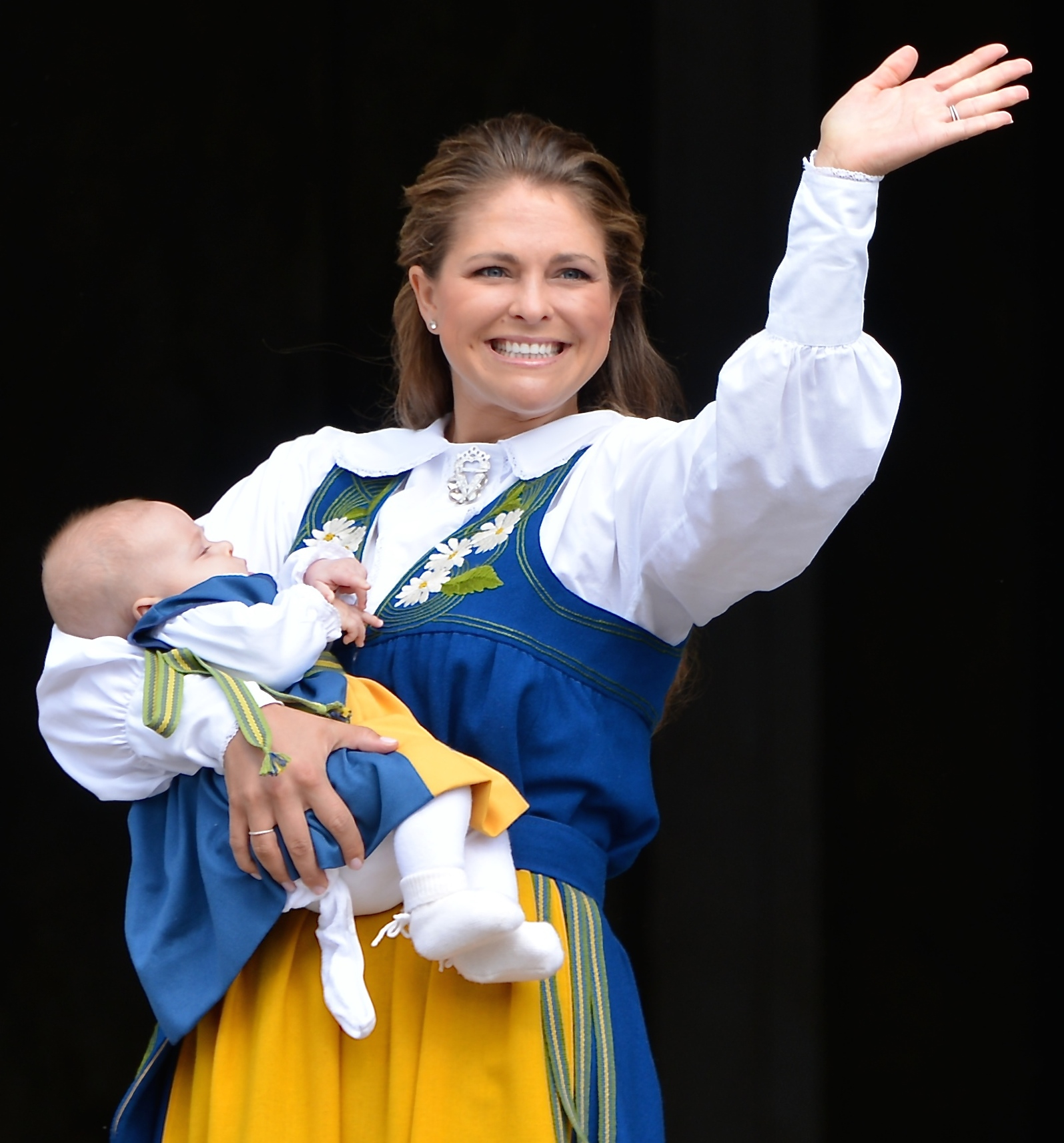
Magdalena ze starszą córką, Eleonorą (2014)

We wrześniu 2013 księżniczka Magdalena i jej mąż ogłosili, że spodziewają się narodzin pierwszego dziecka. 20 lutego 2014 roku w Nowym Jorku urodziła im się córka, która otrzymała imiona Eleonora Liliana Maria (szw. Leonore Lilian Maria) oraz tytuł księżnej Gotlandii.
W grudniu 2014 roku poinformowano, że Magdalena jest w kolejnej ciąży. 15 czerwca 2015 księżniczka i jej mąż po raz drugi zostali rodzicami. Ich syn przyszedł na świat w szpitalu w Danderyd i otrzymał imiona Mikołaj Paweł Gustaw (szw. Nicolas Paul Gustaf) oraz tytuł księcia Ångermanlandu.
W sierpniu 2017 roku ogłoszono, że Magdalena jest w trzeciej ciąży. 9 marca 2018 roku urodziła drugą córkę, która otrzymała imiona Adrianna Józefina Alicja (szw. Adrienne Josephine Alice) oraz tytuł księżnej Blekinge.

### Matka chrzestna
Wśród chrześniaków Magdaleny znajdują się:
- Oskar Bernadotte (ur. 2016; syn Wiktorii, księżniczki koronnej Szwecji)[57][58], książę Szwecji, książę Skanii;
- Gabriel Bernadotte (ur. 2017; syn Karola Filipa Bernadotte)[59][60], książę Szwecji, książę Dalarny.

## Tytulatura
Od 1982: Jej Królewska Wysokość księżniczka Magdalena, księżna Hälsinglandu i Gästriklandu

## Odznaczenia
- Order Królewski Serafinów (1982)[3]
- Order Rio Branco (Brazylia)[3]
- Order Zasługi Republiki Federalnej Niemiec (Niemcy)[3]
- Order Trzech Gwiazd (Łotwa)[3]
- Order Zasługi Adolfa Nassauskiego (Luksemburg)[3][61]
- Order Świętego Olafa (Norwegia, 2008)[3][62]
- Krzyż Wielki Orderu Wiernej Służby (Rumunia, 2008)[3][63]

## Genealogia
| Prapradziadkowie                           | król Szwecji Gustaw V (1858–1950) ∞1881 Wiktoria Badeńska (1862–1930)              | Luiza Małgorzata Hohenzollern (1860–1917) ∞ 1879 Artur Koburg (1850–1942)          | Leopold Koburg (1853–1884) ∞1882 Helena Waldeck-Pyrmont (1861–1922)                         | Fryderyk Ferdynand Schleswig-Holstein-Sonderburg-Glücksburg (1855–1934) ∞1885 Karolina Matylda Schleswig-Holstein-Sonderburg-Augustenburg (1860–1932) | Carl Sommerlath (1834–1897) ∞1858 Anna Tille (1830–1898)                    | Johann Waldau (1828–1896) ∞1856 Sophie Schmidt (1824–1911)                  | Joaquim Floriano de Toledo (1842)– ∞1865 Maria Julia de Barros (1849–)      | Emiliano Baptista Soares (1852–1914) ∞ Joaquina Dias Novaes (1856–)         |
| Pradziadkowie                              | król Szwecji Gustaw VI Adolf (1882–1973) ∞ 1905 Małgorzata z Connaught (1882–1920) | król Szwecji Gustaw VI Adolf (1882–1973) ∞ 1905 Małgorzata z Connaught (1882–1920) | Karol Edward Koburg (1884–1954) ∞ 1905 Wiktoria Adelajda ze Szlezwika-Holsztynu (1885–1970) | Karol Edward Koburg (1884–1954) ∞ 1905 Wiktoria Adelajda ze Szlezwika-Holsztynu (1885–1970)                                                           | Moritz Sommerlath (1860–1930) ∞1886 Erna Waldau (1864–1944)                 | Moritz Sommerlath (1860–1930) ∞1886 Erna Waldau (1864–1944)                 | Arthur Floriano de Toledo (1873–1935) ∞1900 Elisa Novaes Soares (1881–1928) | Arthur Floriano de Toledo (1873–1935) ∞1900 Elisa Novaes Soares (1881–1928) |
| Dziadkowie                                 | Gustaw Adolf Bernadotte (1906–1947) ∞ 1932 Sybilla Koburg (1908–1972)              | Gustaw Adolf Bernadotte (1906–1947) ∞ 1932 Sybilla Koburg (1908–1972)              | Gustaw Adolf Bernadotte (1906–1947) ∞ 1932 Sybilla Koburg (1908–1972)                       | Gustaw Adolf Bernadotte (1906–1947) ∞ 1932 Sybilla Koburg (1908–1972)                                                                                 | Walther Sommerlath (1901–1990) ∞1925 Alice Soares de Toledo (1906–1997)     | Walther Sommerlath (1901–1990) ∞1925 Alice Soares de Toledo (1906–1997)     | Walther Sommerlath (1901–1990) ∞1925 Alice Soares de Toledo (1906–1997)     | Walther Sommerlath (1901–1990) ∞1925 Alice Soares de Toledo (1906–1997)     |
| Rodzice                                    | król Szwecji Karol XVI Gustaw (ur. 1946) ∞1976 Sylwia Sommerlath (ur. 1943)        | król Szwecji Karol XVI Gustaw (ur. 1946) ∞1976 Sylwia Sommerlath (ur. 1943)        | król Szwecji Karol XVI Gustaw (ur. 1946) ∞1976 Sylwia Sommerlath (ur. 1943)                 | król Szwecji Karol XVI Gustaw (ur. 1946) ∞1976 Sylwia Sommerlath (ur. 1943)                                                                           | król Szwecji Karol XVI Gustaw (ur. 1946) ∞1976 Sylwia Sommerlath (ur. 1943) | król Szwecji Karol XVI Gustaw (ur. 1946) ∞1976 Sylwia Sommerlath (ur. 1943) | król Szwecji Karol XVI Gustaw (ur. 1946) ∞1976 Sylwia Sommerlath (ur. 1943) | król Szwecji Karol XVI Gustaw (ur. 1946) ∞1976 Sylwia Sommerlath (ur. 1943) |
| Magdalena Bernadotte (ur. 10 czerwca 1982) |                                                                                    |                                                                                    |                                                                                             | |                                                                             |                                                                             |                                                                             |                                                                             |